# Extrakunia furtiva
Extrakunia furtiva är en fjärilsart som beskrevs av Smith 1909. Extrakunia furtiva ingår i släktet Extrakunia och familjen nattflyn. Inga underarter finns listade i Catalogue of Life.